# Halisaurus
A Halisaurus a hüllők (Reptilia) osztályának pikkelyes hüllők (Squamata) rendjébe, ezen belül a Scleroglossa alrendjébe és a moszaszaurusz-félék (Mosasauridae) családjába tartozó nem.

## Rendszerezés
Eddig 4 faját fedezték fel:
- Halisaurus arambourgi
- Halisaurus onchognathus
- Halisaurus ortlebi
- Halisaurus platyspondylus

## Tudnivalók
A Halisaurus 85-65 millió évvel élt ezelőtt, a késő kréta korban.
A Halisaurus 3-4 méteres mosasaurus volt. E méretével sokkal kisebb volt, hatalmas rokonainál, például a Hainosaurusnál. Az állat a víz alatti barlangokban és repedésekben leselkedett zsákmányára. Valószínű, hogy figyelte az olyan helyeket, ahol a Hesperornisok összegyűltek. Amikor a Hesperornisok halászni indultak, a tengermenti szirtekről, a Halisaurus várta őket lent a mélyben.
A mosasaurus fogak jók voltak a bőr átszúrásához, de nem voltak alkalmasak a tépéshez. Ezért az állat egészben nyelte le az áldozatát. A Halisaurus az állkapcsát feltűnően nagyra tudta nyitni. Ezt a képességet, a rugalmas állkapocs izmok segítségével valósította meg. Mint más mosasaurusnak, a Halisaurusnak is voltak plusz fogai (pterygoid fogak), ezeket a fogáshoz használta, amikor egészben nyelte le zsákmányát.
A Halisaurus más, nagyobb mosasaurusoknak szolgált táplálékul.